# Lee Chong Wei
Lee Chong Wei (født 21. oktober 1982 i Penang) er en malaysisk tidligere badmintonspiller, der primært spillede herresingle. Blandt hans største internationale bedrifter er tre OL-sølvmedaljer i single fra henholdsvis 2008 i Beijing, 2012 i London og 2016 i Rio. Han har vundet tre sølv- og en bronzemedalje ved VM og har vundet All England tre gange samt asienmesterskabet i 2006 og 2016. Han var en meget stor stjerne i sit hjemland efter blandt andet 12 sejre i Malaysia Open samt i længere tid at have ligget øverst på verdensranglisten.
I sommeren 2018 blev han diagnosticeret med kræft i næsen. Efter endt behandling satte han sig som mål at komme tilbage til verdenseliten for at deltage i sit fjerde OL (2020 i Tokyo), men på et pressemøde i juni 2019 måtte han erkende, at det ville blive umuligt, hvorfor han valgte at indstille karrieren.